# Станица метроа Расел сквер
Расел сквер (енгл. Russell Square tube station) је станица лондонског метроа на Пикадили линији у наплатној зони 1. Иако мала, станица је веома прометна, а највише је користе тамошњи радници и туристи који одседају у неком од бројних хотела у Блумсберију.
Станица Расел Сквер отворена је 15. децембра 1906. године од стране Велике Северне, Пикадили и Бромптон железнице (енгл. Great Northern, Piccadilly and Brompton Railway). Станицу је дизајнирао Лесли Грин.
7. јула 2005, у организованим самоубилачким нападима, дошло је до експлозије у возу који је путовао између станица Кингс Крос св. Панкрас и Расел сквер. 26 људи је изгубило живот.

## Станица данас
У 2008. години, кроз станицу Расел Сквер прошло је 13,59 милиона, а сваког радног дана у просеку 41 643 путника.
| Претходна станица                                                                      | Линија метроа | Линија метроа | Линија метроа | Следећа станица                                 |
| -------------------------------------------------------------------------------------- | ------------- | ------------- | ------------- | ----------------------------------------------- |
| Холборн према станици Аксбриџ или аеродрому Хитроу (Терминали 1, 2 и 3 или Терминал 5) |               | Пикадили      |               | Кингс Крос св. Панкрас према станици Кокфостерс |

## Галерија
- Улаз у станицу
- Платформа
- Логотип - раундел (roundel)
- Украс унутар станице